# Добін-ам-Зее
Добін-ам-Зее (нім. Dobin am See) — громада в Німеччині, розташована в землі Мекленбург-Передня Померанія. Входить до складу району Людвігслюст-Пархім. Складова частина об'єднання громад Кріфіц.
Площа — 34,78 км2. Населення становить 1974 ос. (станом на 31 грудня 2020).
Розташована в районі стародавньої слов'янської фортеці бодричів «Добін» (Дубин), що була на березі Шверінського озера з X століття.